# Роб Єттен
Роб Арнольдус Адріанус Єттен (нар. 25 березня 1987, Вегел) — нідерландський політик. Він був міністром клімату та енергетики з 10 січня 2022 року та був лідером партії D66 з 12 серпня 2023 року. З 2017 по 2022 роки він був членом Палати представників. З 9 жовтня 2018 року по 18 березня 2021 року був там керівником групи.